# Polycerella conyna
Polycerella conyna är en snäckart som beskrevs av E. Marcus 1957. Polycerella conyna ingår i släktet Polycerella och familjen Polyceridae. Inga underarter finns listade i Catalogue of Life.